# Belmonte Mezzagno

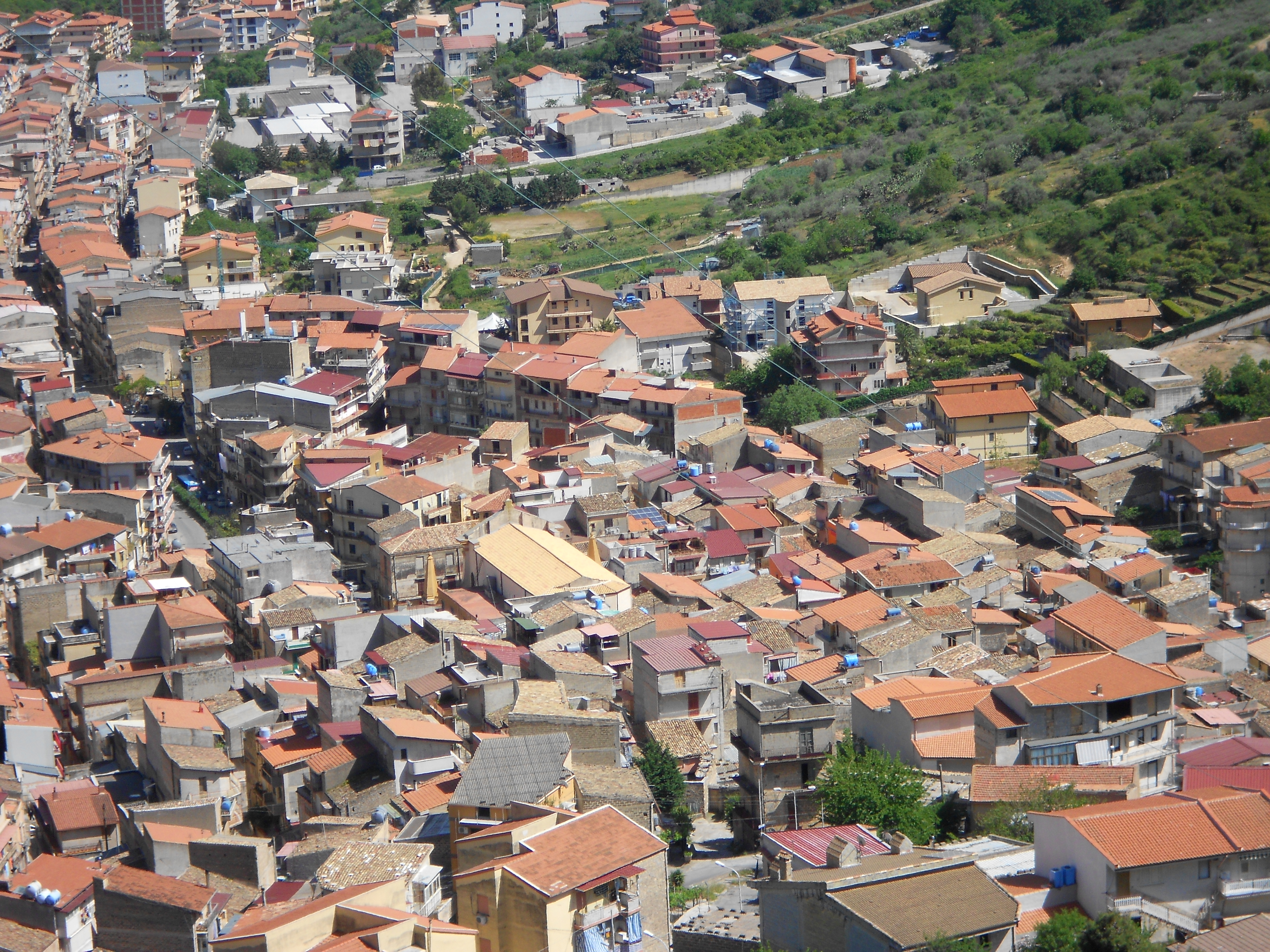
Panorama

Belmonte Mezzagno (bis 1864 einfach Belmonte) ist eine Gemeinde der Metropolitanstadt Palermo in der Region Sizilien in Italien mit 10.839 Einwohnern (Stand 31. Dezember 2023).

## Lage und Daten
Belmonte Mezzagno liegt 20 km südlich von Palermo. Die Einwohner arbeiten hauptsächlich in der Landwirtschaft.
Die Nachbargemeinden sind Altofonte, Misilmeri, Palermo und Santa Cristina Gela.

## Geschichte
Der Ort wurde 1752 gegründet. 

## Sehenswürdigkeiten
Die Pfarrkirche wurde 1776 erbaut.